# Edoardo Talamo
Edoardo Fulvio Maria Pasquale Goffredo Talamo (Cava de' Tirreni, 16 novembre 1858 – Roma, 3 febbraio 1916) è stato un politico italiano.

## Biografia
Era figlio di Giuseppe e di Chiara Atenolfi, sorella del senatore Pasquale Atenolfi, Marchese di Castelnuovo e di Vallo, da cui erediterà il titolo nel 1915. Il fratello Roberto fu deputato del Regno e sottosegretario di Stato al Ministero di grazia e giustizia.
Studiò al Politecnico federale di Zurigo e poi di Milano, diplomandosi in Ingegneria.
Lavorò a Roma, dove fondò e diresse l'Istituto Romano Beni Stabili, edificando alcuni quartieri romani destinati alla popolazione meno abbiente. La sua attenzione alle problematiche sociali lo indusse a curare anche la qualità della vita in quei quartieri, dotandoli di ambulatori, scuole e biblioteche. Talamo affidò la gestione di una delle scuole a Maria Montessori, condividendone il progetto sociale e pedagogico.
Lavorò anche nella Marsica, nell'opera di ricostruzione dopo il terremoto.
Il 24 novembre 1913 fu nominato Senatore del Regno da Vittorio Emanuele III.
Nel corso della sua attività politica ricoprì anche altri incarichi, tra cui:
- Amministratore della Società Anonima Strade Ferrate Secondarie Meridionali (1910);
- Membro del Consiglio superiore d'agricoltura (1910-1911);
- Membro del Consiglio generale del traffico (1912-1913);
- Consigliere provinciale di Salerno.

## Commemorazioni
Nel 1917, a ricordo dell'opera di sostegno di Eduardo Talamo, fu posta una lapide all'interno della prima Casa dei Bambini aperta da Maria Montessori, in via dei Marsi 58 a Roma.
Nelle vicinanze gli è intitolato anche un largo (anche se, curiosamente, con la dizione "Eduardo" anziché "Edoardo"), lungo viale dello Scalo di San Lorenzo.